# Chronomètre de marine
Un chronomètre de marine, appelé aussi montre de marine, est une horloge suffisamment précise pour être utilisée comme une base de temps portable, y compris sur un véhicule en mouvement. Le développement de ces instruments au cours du XVIIIe siècle constitua une avancée technologique majeure, car la connaissance précise de l'heure durant un voyage au long cours était nécessaire à la navigation astronomique pour pouvoir déterminer la longitude. Le premier chronomètre véritable fut le résultat des efforts acharnés d'un seul homme, John Harrison, au long de 31 années d'essais et erreurs ; cela devait révolutionner l'art de la navigation maritime (et par la suite aérienne) alors que le colonialisme prenait son essor.
Le terme chronometer fut apparemment créé en 1714 par Jeremy Thacker, un des premiers concurrents pour le prix proposé par le Longitude Act la même année, mais le mot « chronomètre » est d'apparition un peu plus ancienne en français, dans le sens de métronome ; au début du XXIe siècle, il désigne plus généralement des montres testées et certifiées satisfaisant à certains standards de précision (ainsi, le mot « chronomètre » ne peut apparaître sur une montre que si elle a été certifiée selon la norme ISO 3159 par un organisme accrédité, en Suisse par le COSC, en France par l'observatoire de Besançon ou en Allemagne par l'observatoire de Glasshütte), entre autres ; il est en revanche utilisé abusivement pour des appareils de mesure de durées courtes, telles que celles des compétitions sportives, qui sont en fait des chronographes.

## Avant l'apparition des chronomètres

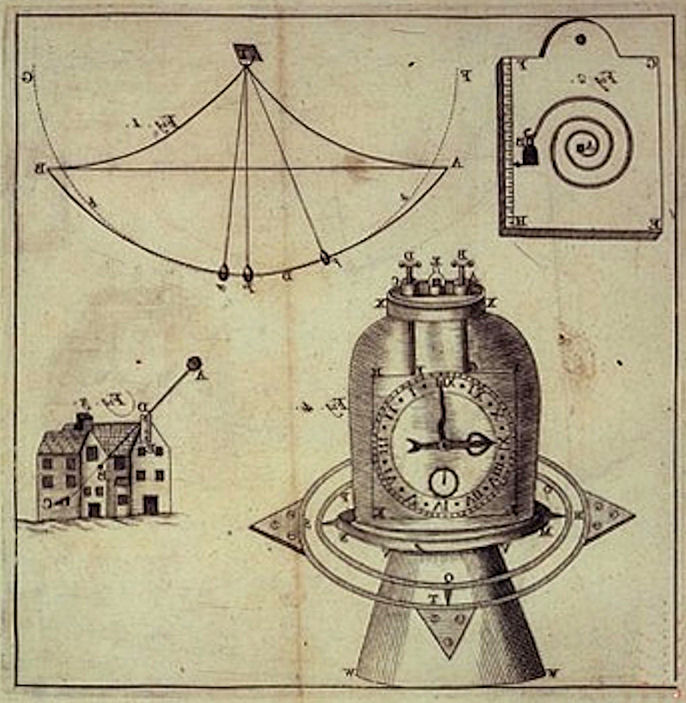
Le « chronomètre » de marine de Jeremy Thacker utilisait des suspensions à cardan dans une cloche à vide.

Pour déterminer une position à la surface de la Terre, on doit connaître la latitude, la longitude et l'altitude (cette dernière pouvant être négligée pour des utilisations maritimes). Jusqu'au milieu du XVIIIe siècle, une navigation précise en haute mer (hors de vue des côtes) était impossible, à cause des difficultés de calcul de la longitude. Alors que la latitude pouvait être déterminée, par exemple, en mesurant la hauteur du Soleil à midi (au moment de sa culmination), la longitude demandait de pouvoir connaître l'heure réelle (en temps universel) de cet événement par rapport à la référence de départ, ce qui nécessitait une horloge gardant le temps avec une bonne précision (d'autres méthodes, telle que celle de Galilée, reposant sur l'observation du mouvement des satellites de Jupiter, s'étaient avérées impraticables sur un navire en mouvement). En parallèle à la méthode fondée sur les garde-temps, la mesure des distances lunaires proposée dès le début du XVIe siècle par l'astronome Johannes Werner fut mise en pratique et demeura la technique la plus usuelle jusqu'au perfectionnement des chronomètres et la baisse de leur coût. Le savant hollandais Gemma Frisius fut le premier, en 1530, à proposer (sans employer le mot) l'usage d'un chronomètre pour déterminer la longitude.
Un chronomètre précis indiquera l'heure sur laquelle il a été calibré (le temps moyen de Greenwich (GMT), par exemple), même après plusieurs jours de voyage. Connaître l'heure (solaire) de Greenwich permet ainsi aux marins de calculer la différence de longitude entre la position de leur bateau et le méridien de Greenwich, puisque la Terre tourne de 15° de longitude par heure. En pratique, un almanach destiné à la navigation, des tables trigonométriques et un sextant permettaient aux navigateurs d'utiliser le Soleil, la Lune, les planètes du système solaire et 57 étoiles de référence.
La création d'un objet permettant de mesurer le temps de façon fiable à bord d'un navire s'avéra difficile. Jusqu'au XXe siècle, les instruments les plus précis connus étaient les horloges à balancier, mais celles-ci étaient inutilisables en mer.

## Les premiers chronomètres de marine
Christiaan Huygens, après son invention de la pendule à balancier en 1656, tenta de construire en France des instruments n'utilisant pas de pendule,. En 1675, alors qu'il était pensionné par Louis XIV, il inventa un chronomètre utilisant un balancier et un ressort spiral comme régulateur remplaçant le pendule, ouvrant la voie aux chronomètres de marine et aux montres modernes (de poignet). Colbert lui décerna une patente pour son invention, mais ses horloges restaient trop imprécises pour un usage maritime.
D'autres tentatives furent faites par Jeremy Thacker (en) en Angleterre en 1714, et par Henry Sully en France en 1716, lequel publia ses travaux en 1726 sous le titre de Une Horloge inventée et exécutée par M. Sulli (sic), mais ces machines s'avérèrent incapables de résister aux mouvements de la mer pour garder l'heure avec assez de précision en toutes circonstances.
John Harrison, un artisan ébéniste du Yorkshire, soumit alors un projet en 1730, et construisit en 1735 une horloge basée sur un couple de poids oscillant en sens inverses et reliés par des ressorts, dont le fonctionnement n'était influencé ni par la pesanteur, ni par les mouvements d'un navire. Ses deux premiers prototypes, H1 et H2 (achevé en 1741) utilisaient ce système, mais il se rendit compte qu'ils présentaient une sensibilité rédhibitoire aux forces centrifuges. La construction de sa troisième machine en 1759, baptisée le H3, incluait de nouvelles balances circulaires et l'invention du bilame et de roulements à billes, inventions toujours largement utilisées. Les balances circulaires du H3 devaient s'avérer trop imprécises, et Harrison décida de renoncer à de trop grandes machines.
Harrison résolut ces problèmes de précision avec l'invention du chronomètre H4, bien plus petit que les précédents. Le H4 ressemblait beaucoup à une grande montre de poche, d'un diamètre de 12 cm. Il le soumit en 1761, obtenant le prix de 20 000 £ qui avait été offert par le gouvernement britannique en 1714. Il utilisait un balancier rapide contrôlé par un ressort spiral avec compensation de température (ce système resta celui utilisé en général jusqu'à ce que l'apparition d'oscillateurs électroniques stables permette la fabrication de montres portables très précises à un coût abordable). Harrison fit publier son travail en 1767 dans un livre intitulé Principles of Mr Harrison's time-keeper.
|                                                                |
| Henry Sully présenta un premier chronomètre de marine en 1716. |

| |
| Dessins du chronomètre H4 de Harrison, construit en 1761 (tirés du livre The Principles of Mr Harrison's Time-keeper). |

|                                                        |
| Chronomètre de marine no 3 de Ferdinand Berthoud,1763. |

## Le chronomètre moderne

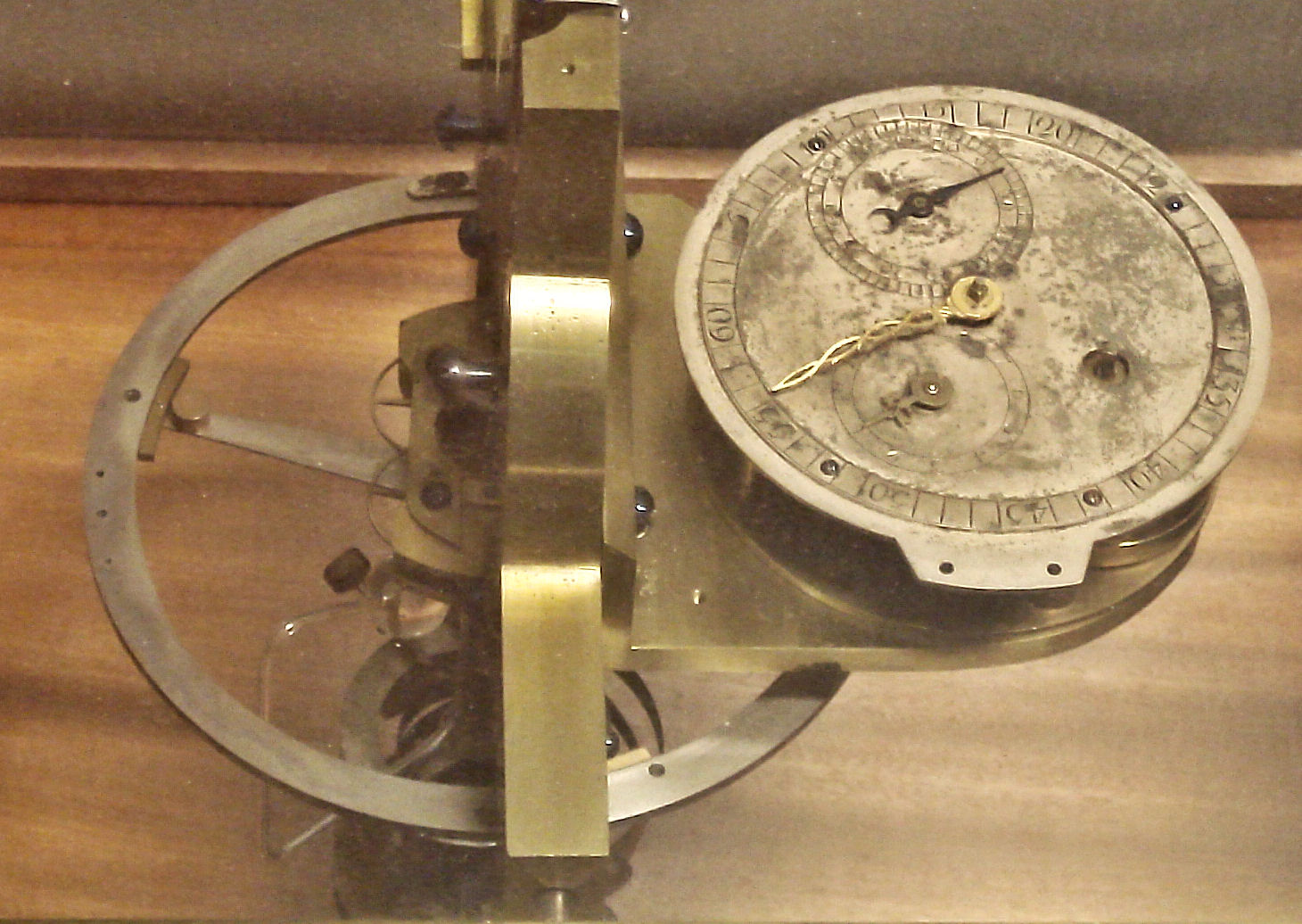
Chronomètre de marine de Pierre Le Roy, 1766.

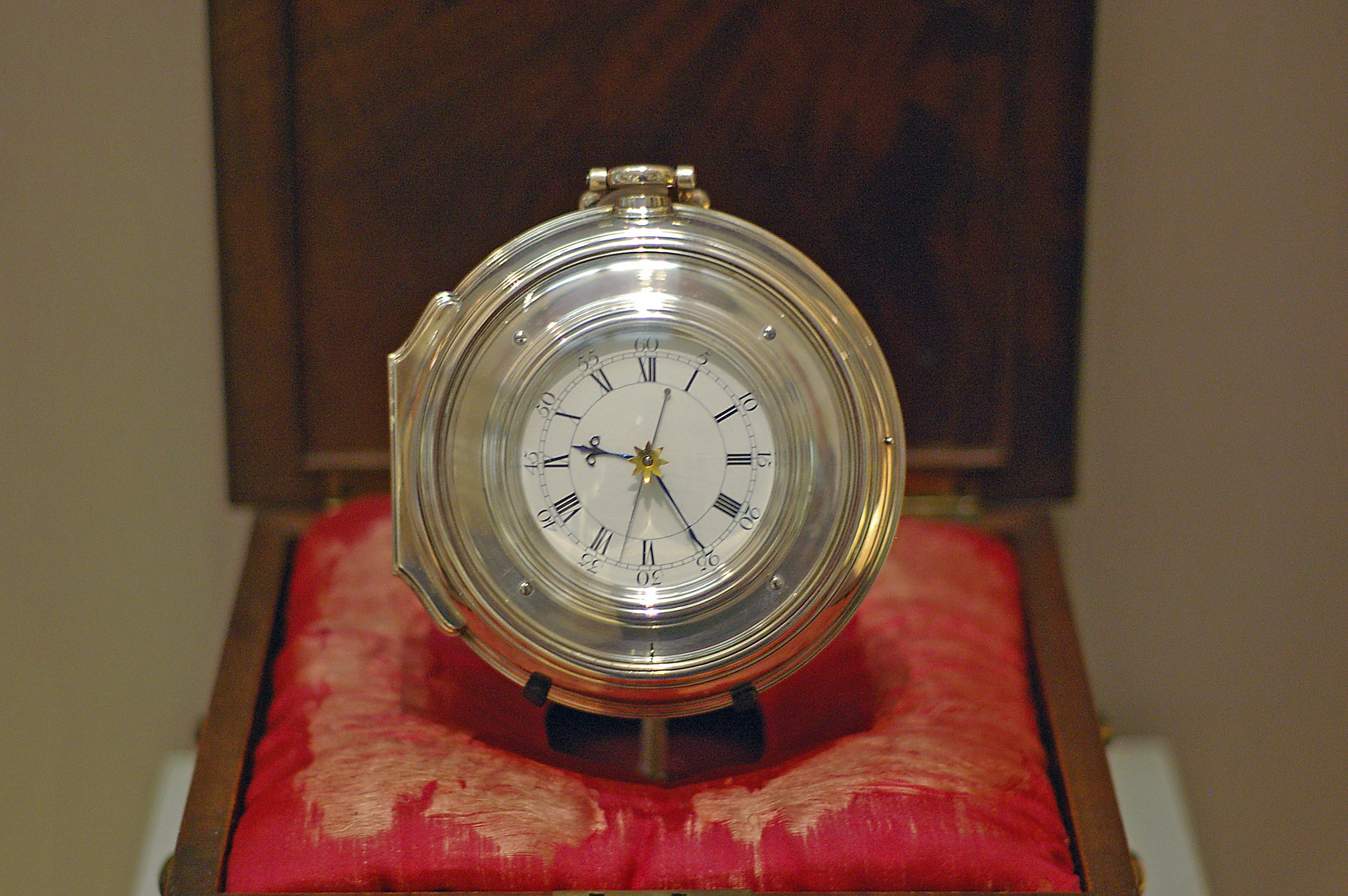
Le chronomètre H5 de Harrison, 1772.

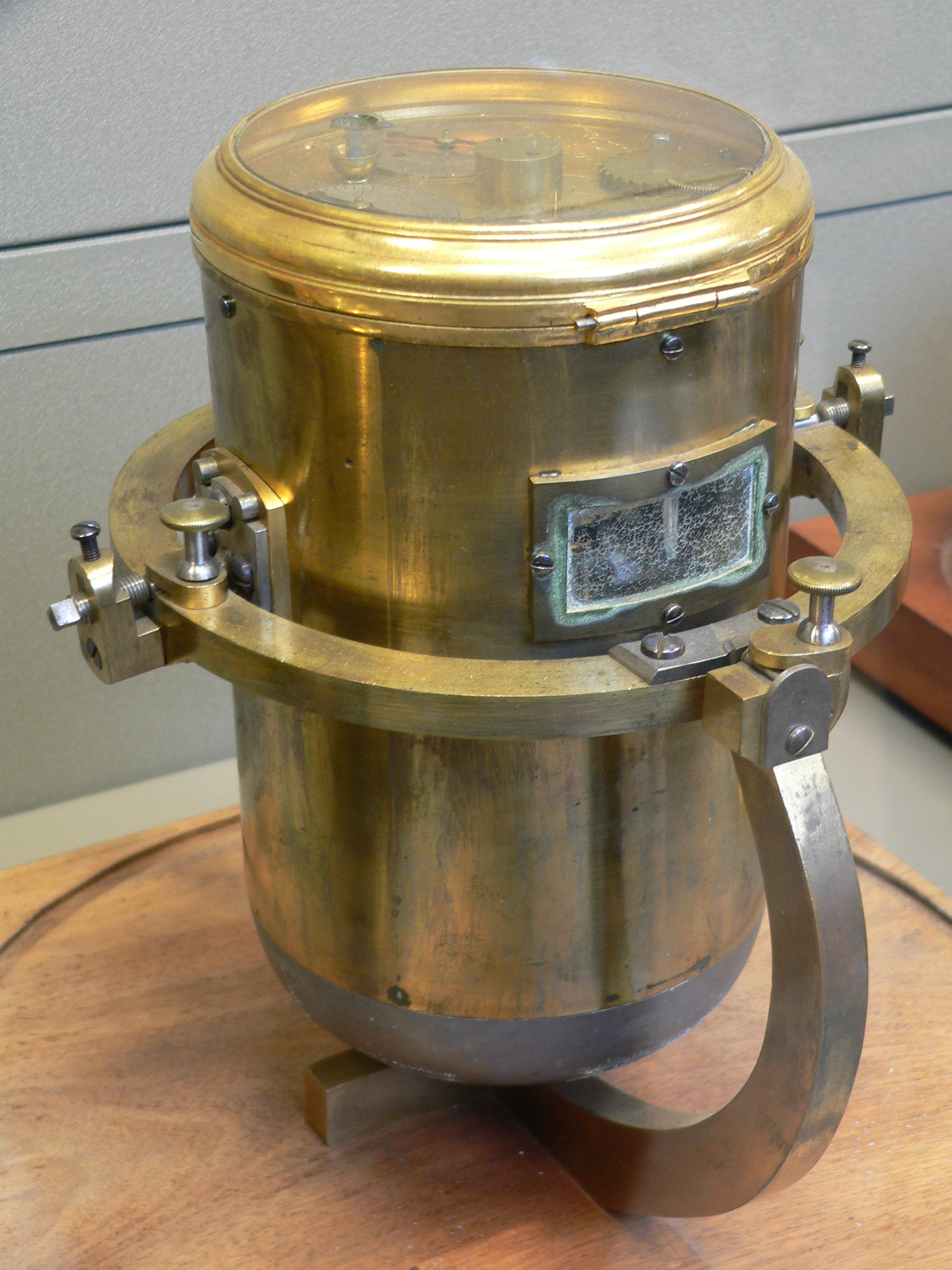
Chronomètre no 24 de Ferdinand Berthoud, 1782

À peu près en même temps, en France, Pierre Le Roy inventa en 1748 l'échappement à détente caractéristique des chronomètres modernes. En 1766, Le Roy créa un chronomètre comportant un échappement à détente, un balancier à compensation de température et un ressort isochrone : Harrison avait montré la possibilité d'un chronomètre fiable en mer, mais les innovations de Le Roy furent considérées comme fondamentales pour les chronomètres modernes, rendant ces appareils beaucoup plus précis que ce qui avait été anticipé.
Ferdinand Berthoud en France, ainsi que Thomas Mudge en Angleterre, réussirent également à construire des garde-temps fiables en mer. Aucun n'était simple, mais ils montraient que la solution de Harrison n'était pas la seule concevable. Cependant, les plus grandes avancées vers des solutions pratiques vinrent de Thomas Earnshaw et John Arnold qui, en 1780, développèrent et brevetèrent des échappements « à ressort »,, et améliorèrent le dessin et la fabrication des ressorts spiral. Cette combinaison d'innovations allait être à la base des chronomètres modernes, jusqu'à l'apparition des appareils électroniques.
La nouvelle technologie était si coûteuse que peu de navires en étaient équipés, comme le montra le dramatique ultime voyage du navire Arniston (en). Cependant, vers 1825, la Royal Navy avait commencé à munir systématiquement ses vaisseaux de chronomètres.
Il était fréquent à cette époque que les marins aillent observer une boule horaire, telle que celle de Greenwich, pour régler leurs chronomètres avant d'entreprendre un long voyage. Chaque jour, des navires jetaient brièvement l'ancre dans la Tamise à Greenwich, en attendant que la boule de l'observatoire tombe à 13 h exactement. Cette pratique amena par la suite à l'adoption du temps moyen de Greenwich (GMT) comme standard international (les boules horaires perdirent leur utilité vers 1920 avec l'apparition des signaux horaires radiodiffusés, par exemple par WWV, eux-mêmes désormais largement remplacés par le temps GPS). Outre ces réglages avant le départ, les chronomètres de marine étaient également régulièrement contrôlés en mer par des observations de la lune ou du Soleil.
Bien que les méthodes de production industrielle aient commencé à révolutionner l'horlogerie au milieu du XIXe siècle (par exemple les usines d'Onésime Dumas et Delépine Barrois à Saint-Nicolas-d'Aliermont), la fabrication de chronomètres demeura longtemps une activité artisanale. Vers 1900, des constructeurs suisses tels que Ulysse Nardin firent de grands progrès dans l'utilisation de méthodes de production modernes et de pièces interchangeables, mais ce fut seulement au début de la Seconde Guerre mondiale que la Hamilton Watch Company perfectionna les techniques de production en série, ce qui permit de construire des milliers de chronomètres Hamilton modèle 21 pour l’US Navy et les autres navires alliés. En dépit du succès de Hamilton, les chronomètres de fabrication artisanale ne disparurent jamais complètement du marché ; ainsi, en Angleterre, Mercer de St. Albans continua à en produire jusque vers 1970.
Sans la précision des chronomètres de marine, et la précision de navigation qu'ils apportèrent, il est vraisemblable que la prédominance de la Royal Navy, et, par voie de conséquence, celle de l'Empire britannique, n'aurait pas eu lieu : durant la période de formation de l'Empire, les navires britanniques disposaient, grâce au chronomètre, d'une navigation bien plus fiable que celle de leurs adversaires portugais, hollandais et français. Ainsi, les Français, qui étaient bien établis en Inde avant le début de la colonisation et du commerce britannique, en furent chassés à la suite de leurs défaites navales lors de la guerre de Sept Ans.
La collection internationale de chronomètres de marine la plus complète, incluant les modèles de Harrison H1 à H4, se trouve au Musée national de la Marine à Greenwich.

### Chronomètre de bord oudeck watch
Un « chronomètre de bord », en anglais « deck watch » et parfois appelé « chronomètre torpilleur », est un chronomètre de marine portatif en dotation dans les différentes marines de guerre. Il évite de devoir déplacer le chronomètre à suspension sur le pont pour faire le point.
C'est une montre à gousset dans un boîtier dont la taille est en général de 22 lignes (49 mm) avec un cadran rond à deux aiguilles centrales marquant les heures et les minutes et une petite trotteuse située à 6 heures marquant exactement la seconde. Ces montres ont une précision de l'ordre de moins d'une demi-minute par semaine (au lieu de 5 minutes) et doivent être éprouvées comme chronomètres certifiés par un observatoire officiel comme ceux de Neuchâtel ou de Besançon.
Le service hydrographique de la Marine nationale a établi un concours avec un cahier des charges pour l'achat de montres utiles aux torpilleurs et de montres non-magnétiques affectées aux sous-marins. De 1889 à 1910, 455 montres torpilleur ont ainsi été achetées par l'État français. Les fournisseurs de ces chronomètres légers étaient L. Leroy et fils à Paris, Lip avec un calibre 43 doté d'un spiral cylindrique, Ulysse Nardin et son calibre 22, Paul Ditisheim ou Solvil avec le calibre 7794, Zenith, etc. Un chronomètre désigné comme chronomètre de torpilleur a été fourni en 1895 par Edmond Jaeger, il contenait un calibre LeCoultre 21 RV et était destiné à doter le USS Cushing qui prendra part à la guerre hispano-américaine.

## Le mécanisme des chronomètres

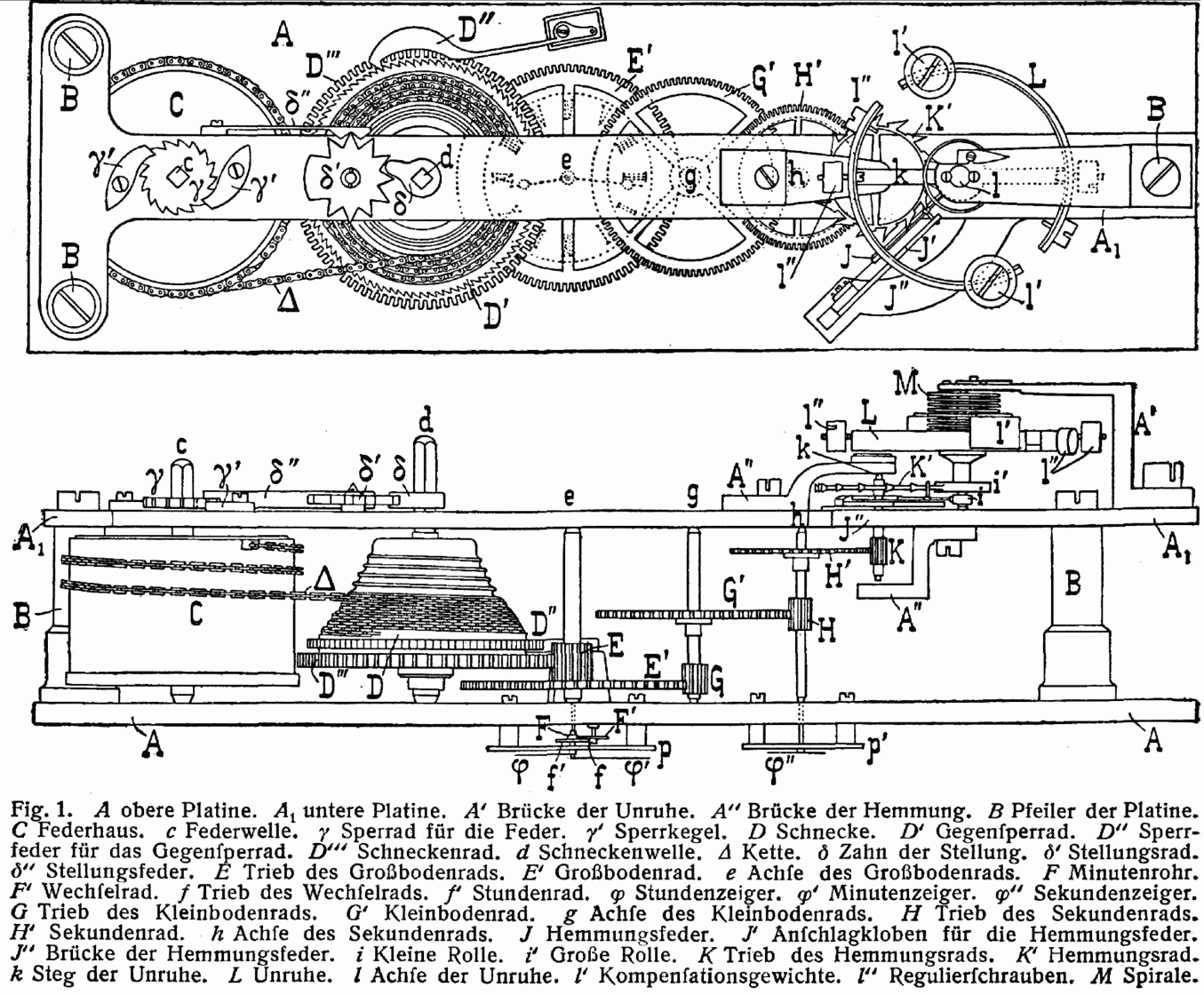
Diagramme du mécanisme d'un chronomètre (le texte est en allemand). On remarquera l'emploi d'une fusée pour transformer les diverses tensions des ressorts en une force constante.

Le problème essentiel était de trouver un résonateur qui ne serait pas affecté par les conditions variables rencontrées par un navire en mer. L'utilisation d'un balancier couplé à un ressort spiral résolut la plupart des difficultés liées au mouvement du navire. Cependant, l'élasticité des matériaux composant les ressorts change avec la température. Pour compenser ces changements de tension des ressorts, les balanciers des chronomètres utilisaient des bilames pour déplacer des contrepoids par rapport au centre d'oscillation, changeant ainsi le moment d'inertie, et donc la période du balancier. Ce problème fut résolu de manière satisfaisante par la découverte d'un alliage acier-nickel nommé élinvar en raison de son élasticité invariante aux températures usuelles. Son inventeur, Charles Édouard Guillaume, obtint le prix Nobel de physique en 1920, en récompense de ses travaux en métallurgie (le seul prix Nobel attribué pour des découvertes en relation avec l'horlogerie).
L'échappement possède deux fonctions. D'abord, il permet au train d'engrenages d'avancer d'une petite distance fixe, enregistrant ainsi les oscillations du balancier. En même temps, il fournit à ce dernier une très petite quantité d'énergie, compensant les pertes dues au frottement, et maintenant les oscillations à une amplitude aussi constante que possible. C'est l'échappement qui produit le tic-tac caractéristique des montres à mouvement mécanique. Il existe de nombreux types d'échappement, mais les plus courants sont les échappements à détente, dans lesquels une petite pièce (la détente) bloque la roue d'échappement et permet une oscillation libre du balancier, sauf pendant un bref instant au centre de l'oscillation, où le balancier est le moins sensible aux forces extérieures. Durant cet instant, la détente est déplacée, permettant à une dent de l'échappement de passer et de communiquer une impulsion à l'axe du balancier (cela ne se produit que dans une direction ; lors de l'oscillation de retour, la détente reste bloquée).
Les chronomètres bénéficiaient souvent d'autres innovations destinées à accroître leur efficacité et leur précision. Des pierres dures synthétiques telles que des rubis ou des saphirs étaient souvent utilisées dans la fabrication des paliers pour diminuer le frottement et l'usure des pivots et de l'échappement ; jusqu'à la fin de la production de chronomètres mécaniques, les fabricants continuèrent à expérimenter des améliorations allant de roulements à billes jusqu'à des placages en chrome des pivots. Enfin, les chronomètres contenaient toujours un système de secours (en) leur permettant de continuer à marcher tandis qu'on les remonte, et une jauge mesurant la tension du ressort, et indiquant le temps restant avant qu'il ne faille les remonter.
Les chronomètres de marine sont les horloges mécaniques portables les plus précises qui aient jamais été construites, donnant le temps avec une dérive d'environ un dixième de seconde par jour, ce qui permet de déterminer la position d'un navire avec une erreur d'un kilomètre et demi après un mois de voyage en mer.

## AuXXIesiècle
Au début du XXIe siècle, les marins utilisent tous des aides électroniques à la navigation, telles que les systèmes de positionnement par satellites. Cependant, la connaissance de la navigation astronomique, qui demande l'utilisation d'un chronomètre précis, est toujours exigée pour l'obtention de certains brevets d'officier,,,.
Les chronomètres de marine modernes sont à présent des horloges à quartz, dont la marche est mesurée journalièrement sur des signaux radios ou GPS (la marche horaire d'un chronomètre est l'avance ou le retard qu'il prend en une heure). Ces chronomètres ne sont pas toujours (en l'absence de signal extérieur) les horloges à quartz les plus précises possibles ; on sait cependant réaliser (même pour des montres-bracelets) des mouvements à quartz ne dérivant pas de plus de dix secondes par an (ce qui est trois fois plus précis que les chronomètres mécaniques mentionnés ci-dessus). De plus, il existe au moins un chronomètre à quartz destiné à des situations exceptionnelles, qui utilise des cristaux multiples et un système de correction par ordinateur utilisant leur valeur moyenne, en plus des corrections données par les signaux GPS,.